# Pteropus howensis
La volpe volante di Ontong Java (Pteropus howensis Troughton, 1931) è un pipistrello appartenente alla famiglia degli Pteropodidi, endemico dell'atollo di Ontong Java, nelle Isole Salomone .

## Etimologia
L'epiteto specifico deriva da Lord Howe island, nome con il quale era precedentemente conosciuto l'atollo di Ontong Java.

## Descrizione

### Dimensioni
Pipistrello di medie dimensioni, con la lunghezza della testa e del corpo tra 176 e 196 mm, la lunghezza dell'avambraccio tra 113 e 122 mm, la lunghezza del piede tra 33 e 36 mm e la lunghezza delle orecchie tra 21 e 23 mm.

### Aspetto
La pelliccia è corta. Le parti dorsali e la testa sono color rame scuro, mentre le parti ventrali sono marroni scure. Le spalle sono color cannella. Le orecchie sono relativamente corte, larghe e con una concavità sul bordo esterno appena sotto la punta. La tibia è priva di peli. È privo di coda, mentre l'uropatagio è ridotto ad una sottile membrana lungo la parte interna degli arti inferiori.

## Biologia

### Alimentazione
Si nutre di frutta.

### Riproduzione
Femmine gravide con un embrione ciascuna sono state catturate in agosto, mentre sono state osservate delle nascite nei mesi di settembre ed ottobre.

## Distribuzione e habitat
Questa specie è endemica dell'atollo di Ontong Java, a nord-est delle Isole Salomone. Ci sono osservazioni non confermate della presenza di volpi volanti anche sul vicino atollo di Nukumanu che potrebbero appartenere a questa specie.

## Tassonomia
In accordo alla suddivisione del genere Pteropus effettuata da Andersen, P. howensis è stato inserito successivamente nello  P. hypomelanus species Group, insieme a P. hypomelanus stesso, P. faunulus, P. griseus, P. admiralitatum, P. ornatus, P. dasymallus, P. speciosus, P. brunneus e P. subniger. Tale appartenenza si basa sulle caratteristiche di avere il cranio tipicamente pteropino e sulla presenza di un ripiano basale nei premolari.

## Conservazione
La IUCN Red List, considerata l'incertezza sulla sua validità come specie e il crescente rischio che l'aumento del livello medio del mare sommerga l'atollo, classifica P. howensis come specie con dati insufficienti (Data Deficient).